# Giancattivi

I Giancattivi durante il programma televisivo Non stop nel 1978

I Giancattivi sono stati un trio comico toscano attivo tra gli anni settanta e la prima metà degli anni ottanta, assurti alla notorietà presso il grande pubblico soprattutto grazie alla loro partecipazione al programma televisivo della RAI Non stop tra il 1978 e il 1979.
Il trio ebbe una vita parecchio movimentata, datasi la loro formazione che, all'infuori di Alessandro Benvenuti e Athina Cenci, si vide il ruolo di terzo componente ricoperto nel corso del tempo da svariati artisti e personaggi di spettacolo, tra i quali quello che senz'altro è rimasto maggiormente celebre è Francesco Nuti, il quale ebbe inoltre modo di realizzarsi come attore e regista cinematografico di successo dopo aver lasciato il gruppo quattro anni prima del loro scioglimento.

## Origine del nome
Il nome del gruppo sarebbe stato proposto da Paolo Nativi, italianizzando un termine latino, iam captivus (letteralmente "già prigioniero", da intendersi cioè come "l'esser stato già soggetto a prigionia"), cui era incappato nel mezzo di sue ricerche etimologiche sul proprio cognome e che il gruppo accolse anche in virtù della sua aura surreale e potenzialmente straniante per il pubblico.

## Storia
La formazione originale del trio risale al 1971 quando Alessandro Benvenuti, Athina Cenci e Paolo Nativi si incontrarono a Firenze ai provini per la selezione di nuovi talenti organizzata da Mirio Guidelli. Al termine di quell'anno, dopo una serie di spettacoli a livello locale, i tre decisero di fondare un proprio gruppo ponendo così termine al sodalizio con il loro scopritore.
Il primo lavoro di cabaret della formazione originale dei Giancattivi fu Il teatrino dei Giancattivi, del 1972. Lavori successivi furono Il teatrino dei Giancattivi N°2, (1973) e Nove volte su dieci più una (1974), con i quali il gruppo iniziò a farsi conoscere anche al di fuori della Toscana.

I Giancattivi in una scena di Ad ovest di Paperino, 1982

Nel 1976 Paolo Nativi fu costretto ad abbandonare il gruppo a causa di una grave malattia (morì nel corso di quell'anno) e il gruppo lo sostituì con Franco Di Francescantonio. Con la nuova formazione vennero portati in scena gli spettacoli Italia 60 (1976) e Pastikke (1977), quest'ultimo profondamente modificato nel corso dell'anno.
In questo periodo il gruppo dei Giancattivi ricevette un contratto per la conduzione di una trasmissione radiofonica regionale su Radio Due, che contribuì a rendere noto il gruppo presso platee più vaste. A questa collaborazione in radio si deve la celebre "goliardata" della falsa comunicazione d'emergenza trasmessa radiofonicamente in Toscana il 4 gennaio 1977, che creò un vero e proprio stato d'allarme tra la popolazione: la provincia di Lucca, politicamente democristiana, venne definita "batteriologicamente bianca" (giocandovi implicitamente sul colore politico della DC), contrapposta dunque a tutte le altre province della regione storicamente "rosse" e quindi da evacuare con la massima solerzia.
La versione modificata di Pastikke vide la seconda sostituzione nel gruppo, con l'uscita di Di Francescantonio e la sua sostituzione con Antonio Catalano.
Nel 1978 Antonio Catalano abbandonò il gruppo, e così i Giancattivi videro la loro terza e penultima sostituzione, con l'arrivo di un giovane e ancora poco conosciuto Francesco Nuti. Con l'ingresso di Nuti il gruppo iniziò a proporre un repertorio giocato molto di più su una parlata gergale toscaneggiante, mentre la continua presenza in televisione ne aumentò di molto la notorietà. Infatti il 1978 fu l'anno di affermazione del gruppo che esordì in televisione nel corso della seconda stagione della trasmissione Non stop, riscuotendo notevole successo.
In seguito a questa fortunata esperienza, il trio produsse gli spettacoli L'isola di ieri (1979), Smalto per unghie (1979) e Business is business (1980), tutti con un buon successo di pubblico.
Nel 1981 il gruppo, sotto la regia dello stesso Benvenuti, esordì sul grande schermo con il film Ad ovest di Paperino, che riproponeva buona parte del loro repertorio storico e venne accolto con favore sia dal pubblico sia dalla critica. Al termine delle riprese, Nuti decise di abbandonare il gruppo per intraprendere una carriera artistica in autonomia. La Cenci e Benvenuti lo sostituirono con Daniele Trambusti (già presente, con un ruolo secondario, nello stesso cast di Ad ovest di Paperino), componendo così l'ultima formazione dei Giancattivi.
Nella sua quinta incarnazione il gruppo produsse lo spettacolo Comic box (1982) e partecipò per la prima volta, come attori di prosa, nell'opera teatrale Corto Maltese (1983).
Dopo il secondo film girato in gruppo, Era una notte buia e tempestosa... (1985), anche questo diretto da Benvenuti, il trio decise di sciogliersi.

## Lo scherzo radiofonico del 1977
Il 4 gennaio del 1977 i Giancattivi trasmisero sulla rete regionale toscana di Radio Due il seguente - falso - bollettino informativo, che apparentemente segnalava un'emergenza e invitava la popolazione ad evacuare la provincia di Lucca:
L'ufficio di igiene e profilassi della Regione Toscana comunica che la Lucchesia è stata dichiarata zona batteriologicamente "BIANCA". Ripetiamo: la Lucchesia è stata dichiarata zona batteriologicamente "BIANCA" e va perciò immediatamente evacuata, per permettere agli ufficiali sanitari del Genio Civile di fare i rilievi del caso in tutta tranquillità. Si consiglia ai nuclei familiari abitanti nelle zone interessate di dirigersi verso il mare, o nell'entroterra verso le province amiche di Pistoia, Pisa e Massa Carrara. Si consiglia di usare negli spostamenti le strade statali onde evitare il sovraffollamento sulle autostrade Lucca-Viareggio e Firenze Mare, dove il movimento delle autovetture è in vertiginoso aumento secondo l'ultimo bollettino della Polizia Stradale.
Stando ai quotidiani dell'epoca il falso bollettino, che fu emanato senza annunci preliminari e in apparente serietà, creò un certo allarme nella popolazione locale. Il messaggio intendeva satirizzare la condizione della provincia di Lucca, all'epoca unica amministrazione democristiana ("bianca") in una regione interamente di sinistra (e perciò "rossa").

## Formazione
- Alessandro Benvenuti
- Antonio Catalano
- Athina Cenci
- Franco Di Francescantonio
- Paolo Nativi
- Francesco Nuti
- Daniele Trambusti

## Cabaret
- Il teatrino dei Giancattivi (1972)
- Il teatrino dei Giancattivi 2 (1973)
- Nove volte su dieci più una (1974)
- Italia '60 (1976)
- Pastikke (1977)
- Briciola, uno spettacolo il cui titolo non ha molta importanza (1978)
- L'isola di ieri (1979)
- Smalto per unghie (1979)
- Business is business (1980)
- Comix box (1982)

## Filmografia

### Cinema
- Ad ovest di Paperino (1981), regia di Alessandro Benvenuti
- Era una notte buia e tempestosa... (1985), regia di Alessandro Benvenuti

## Televisione
- Non stop (1978-1979), regia di Enzo Trapani, varietà televisivo
- La sberla (1979), regia di Giancarlo Nicotra, varietà televisivo
- Lady Magic (1982), regia di Valerio Lazarov, varietà televisivo

## Radio
- Black Out (1979)

## Discografia
- 1978 - AA.VV. Non Stop (CGD, CGD 20111, LP)
- 1980 - AA.VV. Ridendo e scherzando che male ti fo (Record Bazaar, RB 250, LP)